# Дарвин (вулкан)
Да́рвин (исп. Volcán Darwin) — щитовидный вулкан на острове Исабела, острова Галапагос. Назван в честь английского учёного и натуралиста Чарльза Дарвина. Очень активный вулкан, за 87 000 лет с момента образования произошло 4000 извержений. Последнее зафиксированное извержение — 1813 год. Из-за частых дождей осенью 1901 года в кратере образовалось озеро. Дно кальдеры почти полностью покрыто лавой. На вулкан проводятся экскурсии. Активность — фумарольная.